# Danusorn Wijitpunya
Danusorn Wijitpunya (thailändisch ดนุสรณ์ วิจิตรปัญญา, * 5. Juli 1994 in Loei) ist ein thailändischer Fußballspieler.

## Karriere
Danusorn Wijitpunya stand bis Mitte 2019 beim Udon Thani FC unter Vertrag. Wo er vorher gespielt hat, ist unbekannt. Der Verein aus Udon Thani spielte in der zweiten thailändischen Liga, der Thai League 2. Im Juli 2019 wechselte er zum Viertligisten Muang Loei United FC. Mit dem Verein aus Loei spielte er in der vierten Liga, der Thai League 4. Hier trat der Klub in der North/East Region an. Am Ende der Saison wurde der Verein Meister der Region und stieg anschließend in die dritte Liga auf. Ende Dezember 2020 kehrte er zu seinem ehemaligen Verein Udon Thani FC zurück. Für Udon Thani absolvierte er 13 Zweitligaspiele. Im Januar 2022 wechselte er in die dritte Liga. Hier schloss er sich dem Saraburi United FC an. In Saraburi stand er bis Saisonende 2021/22 unter Vertrag. Im Juli 2022 verpflichtete ihn der Zweitligist Ayutthaya United FC für eine Spielzeit. Für den Verein aus Ayutthaya bestritt er 27 Zweitligaspiele. Im Sommer 2023 wechselte er nach Suphanburi zum ebenfalls in der zweiten Liga spielenden Suphanburi FC. Nach zwölf Ligaspielen ging er im Januar 2024 in die dritte Liga. Hier unterschrieb er in Udon Thani einen Vertrag bei dem in der North/Eastern Region spielenden Udon United FC.

## Erfolge
Muang Loei United FC
- Thai League 4 – North/East: 2019  ▲